# Morishita (metropolitana di Tokyo)
La Stazione di Morishita (森下駅?, Morishita-eki) è una stazione della metropolitana di Tokyo, si trova nel quartiere di Kōtō. La stazione è servita sia da due linee della Toei metro.

## Stazioni adiacenti
| «               | Servizio       | »                  |
| Linea Shinjuku  | Linea Shinjuku | Linea Shinjuku     |
| --------------- | -------------- | ------------------ |
| Hamachō         | Locale         | Kikukawa           |
| Bakuro-yokoyama | Espresso       | Ōjima              |
| Linea Ōedo      |                |                    |
| Ryōgoku         | -              | Kiyosumi-Shirakawa |